# Rewica
Rewica – wieś w Polsce położona w województwie łódzkim, w powiecie brzezińskim, w gminie Jeżów.
Wieś królewska w starostwie budziszewskim w ziemi rawskiej województwa rawskiego w 1792 roku. W latach 1975–1998 miejscowość administracyjnie należała do województwa skierniewickiego.
Zobacz też: Rewica Szlachecka, Rewica-Kolonia